# Глициновый рецептор
Глициновый рецептор — один из наиболее распространенных тормозных рецепторов в центральной нервной системе, белок-рецептор с четвертичной структурой, находящийся на постсинаптической мембране многих нейронов, чьим лигандом является глицин. Глициновый рецептор играет важную роль в передаче тормозного сигнала в ЦНС.
Глицин — одна из 20 основных аминокислот — используется в нервной системе млекопитающих как тормозной нейромедиатор. Его функция — активация чувствительного к стрихнину глицинового рецептора (ГлиР), находящегося на постсинаптической мембране. ГлиР входит в суперсемейство никотинового ацетилхолинового рецептора.
Все рецепторы данной группы — это ионные каналы, состоящие обычно из 5 субъединиц. При связывании с лигандом сквозь канал начинают проходить ионы, в зависимости от типа рецептора и градиента мембраны, тем самым, изменяя мембранный потенциал. После связывания с глицином ГлиР повышает уровень ионов хлора в клетке-мишени, тем самым гиперполяризуя мембрану. Связыванию глицина с ГлиР препятствует стрихнин, вызывающий судороги алкалоид.
Уровень глицина в нервной ткани, а, следовательно, и распространенность ГлиР, выше всего в продолговатом мозге, варолиевом мосту и спинном мозге. Например, с помощью глицина интернейроны спинного мозга контролируют мышцу-разгибатель при болевом рефлексе, заставляя её расслабляться. Также существуют внесинаптические ГлиР, выполняющие ряд других функций.

## Структура ГлиР
Благодаря возможности прочного связывания со стрихнином ГлиР был первым белком-рецептором нейромедиатора, который был выделен из ЦНС млекопитающих. Это белок с четвертичной структурой, состоящий из 5 субъединиц двух типов, α и β (вначале было установлено соотношение 3α:2β, но затем пересмотрено как 2α:3β). Они гомологичны (схожи по последовательности аминокислот) друг другу, и, в меньшей степени, субъединицам других ионотропных каналов. Субъединицы соединены друг с другом при помощи дисульфидных мостиков, образуя длинную молекулу, несколько раз проходящую сквозь мембрану клетки.
Каждая субъединица ГлиР состоит из большого глобулярного внеклеточного — находящегося в синаптической щели — домена (ВКД), являющегося N-концом белка, 4 трансмембранных частей, внутриклеточной петли и короткого внеклеточного С-конца.
Между субъединицами (внутри одной из трансмембранных частей) находится ионный канал, который обладает избирательной проницаемостью по отношению к анионам — ионам Cl ¯, Br ¯, I¯ и иногда к бикарбонату (в клетке это в основном Cl ¯)

### Гены и их экспрессия
Обнаружено 4 гена, кодирующие различные α-субъединицы. Дополнительные различия в структуре возникают благодаря альтернативному сплайсингу экзонов, кодирующих участки N-конца и внутриклеточной петли. Большинство полипептидных цепей закодированы в нескольких участках гена, так называемых экзонах. Экзоны могут образовывать различные комбинации, что приводит к созданию мРНК для множественных изоформ субъединиц. Во время транскрипции определяется, какие из частей мРНК будут использованы для трансляции. Часть экзонов вырезается, и оставшиеся части мРНК соединяются.
Также был зафиксирован случай редактирования мРНК одной из субъединиц. Последовательность различных α-субъединиц совпадает более чем на 80 %. Считается, что именно их различающиеся части ответственны за связывание ГлиР с глицином и стрихнином.
Пока что у млекопитающих найден всего 1 ген, кодирующий β-субъединицы. Их функция — закрепление ГлиР в мембране благодаря своей гидрофобной части. Видоизменение β-субъединиц (в пределах нормы) не влияет на активацию ГлиР и его ответную реакцию.
Механизмы, отвечающие за закрепление рецептора в мембране и его посттрансляционные модификации, изучены плохо. Считается, что присоединение углеводородов к N-концу субъединиц необходимо для сборки рецептора и его встраивания в мембрану.

### Соединение с глицином
Так как последовательности субъединиц рецепторов гомологичны у всех рецепторов, принадлежащих к 1 группе лигандзависимых ионных каналов, то, видимо, они имеют общую структурную организацию.
На основе этого можно установить, что глицин присоединяется к ВКД рецептора, между (+)- и (-)-границами соседних субъединиц, и связывается с участками на обеих. Недавние исследования показали, что в соединении с глицином играют роль и α-, и β-субъединицы, причем участки на их (-)-концах связываются с карбоксигруппой глицина, а на (+)-концах — с аминогруппой.
У гетеромерных (состоящих и из α-, и из β-субъединиц) рецепторов существует несколько видов границ (интерфейсов) — βα, αβ и ββ, и у них разная способность связывания с глицином и стрихнином. Так как у алкалоида похожий, но не идентичный способ связывания с ГлиР, он предпочитает интерфейсы βα, тогда как глицин связывается и с интерфейсом αβ. Про интерфейс ββ нет достоверных сведений.

### Взаимосвязь между связыванием с лигандом и открытием ионного канала ГлиР
Так как расстояние между участками связывания ГлиР с лигандом и той его частью, где находится ионный канал, невелико, то изменения конформации белка при соединении с глицином должны влиять на открытие канала. Точный механизм этого неизвестен, несмотря на то, что ВКД гомологичных рецепторов изучен хорошо.
Однако существуют предположения, что изменения конформации молекулы ведут к взаимодействию интерфейсов ВКД и петель, соединяющих трансмембранные участки, благодаря чему и открывается канал.
После этого ионы Cl¯ проникают в клетку, мембрана гиперполяризуется, и потребуется большее количество сигналов от возбуждающего нейрона, чтобы в нейроне возник импульс.

## Количество ГлиР в мембране
Изменения эффективности синапса в зависимости от активности клетки играют огромную роль в высшей нервной деятельности. Например, после серии частых сигналов от пресинаптической клетки возрастает уровень Ca2+ в клетке-мишени и, видимо, из-за этого увеличивается число находящихся в мембране ГлиР. Это позволяет усилить торможение клетки.
Количество ГлиР в мембране зависит от их экзоцитоза — встраивания в мембрану, заякоривания там с помощью белка гиферина и эндоцитоза в эндосомы. За это ответственны части белка, находящиеся в цитоплазме.
Рецепторы на постсинаптической мембране не неподвижны, но находятся в неком динамическом равновесии, что позволяет им легче возвращаться в цитоплазму.

## Функции различных типов ГлиР

### Экспрессия генов в разных клетках
Экспрессия генов α-субъединиц ГлиР зависит от местоположения нейрона, а также различается в разные периоды развития. Например, мРНК и белок α1 встречается у взрослых в спинном и головном мозге, а также в клетках-палочках, тогда как уровень α2 максимален при рождении, а у взрослых α2 встречается лишь в небольших количествах в гиппокампе, мозговой коре и таламусе. Β-субъединицы широко распространены в ЦНС млекопитающих и до, и после рождения.
Глицин в ЦНС взрослых — это в основном тормозной нейромедиатор, тогда как у эмбрионов он является возбуждающим. Это возможно благодаря тому, что у зародышей концентрация Cl¯ в клетке выше, чем во внешней среде, поэтому ГлиР при открытии канала вызывает деполяризацию мембраны. Эта возбуждающая функция ГлиР важна для генезиса синапсов. На первых стадиях после рождения благодаря работе K+/Cl¯-транспортера концентрация Cl ¯ в клетке падает, и ГлиР выполняет уже гиперполяризующую функцию.

### Роль в эмбриогенезе
Кроме глицина, тормозную роль по отношению к нейронам играет также аминокислота таурин. Она выделяется внесинаптически клетками коры во время эмбриогенеза и, как выяснилось, влияет на её развитие благодаря внесинаптическим ГлиР, содержащим α2-субъединицы. Оказалось, что с их помощью таурин регулирует число палочек в развивающейся сетчатке.
Хотя в основном нервные клетки взаимодействуют друг с другом при помощи синапсов, существуют, как в данном случае, внесинаптические рецепторы. Видимо, их цель — восприятие относительно слабого, не нацеленного сигнала в ситуации, когда медиатор высвобождается не везикулярно и/или при диффузии нейромедиатора из соседних синапсов. Так что, возможно, наличие ГлиР, состоящих из α2-субъединиц, в таламусе и гиппокампе может быть нужно для слабого (тонического) торможения нейронов таурином.

### Сетчатка млекопитающих
Хотя в целом различия между изоформами ГлиР невелики, они играют разную роль в организме млекопитающих, как показали исследования сетчатки. Глициновые синапсы играют важную роль в восприятии света сетчаткой. В различных клетках сетчатки присутствуют ГлиР из различных α-субъединиц (α1, α2, α3), и хотя они могут встречаться в одном слое, доказано, что вероятность их нахождения в одном и том же синапсе менее 10 %. Так что в одном синапсе присутствует 1 тип ГлиР, и, видимо, они выполняют разные функции в сетчатке.

### Восприятие боли
Физиологические симптомы отравления стрихнином — постоянное возбуждение мотонейронов, сенсорных нейронов, а также общее ощущение боли. В дорсальном роге спинного мозга сенсорные нейроны образуют синапсы с интернейронами — первичным центром обработки болевой информации, где сеть тормозных нейронов регулирует передачу сигнала дальше, в головной мозг. Так что стрихнин, блокируя ГлиР, многократно усиливает болевые ощущения. Стимуляция ГлиР может ослабить боль, и это тема для дальнейших исследований в области обезболивания и анестезии.

## Другие вещества, влияющие на ГлиР

### Антагонисты
Несмотря на то, что разные ГлиР являются частями разных систем и выполняют различные функции, пока что сложно установить физиологические последствия различных схем их распределения из-за недостатка специфических антагонистов (веществ, блокирующих рецептор). Некоторые влияют сильнее на один подтип, чем на другой, однако их совсем нельзя назвать специфичными.

### Каннабиноиды
Недавно было обнаружено, что существуют совпадения между определенными участками субъединиц ГлиР и взаимодействующими с лигандом участками каннабиноидных рецепторов. Действительно, некоторые типы каннабиноидов тормозят синаптические токи, вызываемые глицином при его высокой концентрации. Что интересно, при низкой концентрации глицина каннабиноиды, наоборот, усиливают ток. Возможно, в дальнейшем каннабиноиды будут использоваться как анестетик (сейчас они используются в связи с каннабиноидными рецепторами).

### Другие пути анестезирования
Возможность анестезии благодаря усилению токов, создаваемых ГлиР — важная цель современной медицины. Существует несколько анестетиков, влияющих на этот рецептор, и хотя точный механизм их действия неясен, существует гипотеза, что они присоединяются к двум соседним трансмембранным частям. Возможно, на них может влиять и алкоголь.

## Усиление реакции ГлиР
Открытые в последние годы черты строения и функционирования ГлиР позволили значительно продвинуться в лечении связанных с ним болезней. Например, проводился эксперимент на мышах, несущих мутацию гена одной из субъединиц ГлиР, вызывающую гиперекплексию. Симптомы этой болезни — постоянная дрожь тела и усиленный рефлекторный ответ на внешние раздражители (звук, прикосновение и др.). Они могут быть убраны при лечении небольшой дозой позитивного модулятора пропофола, который, видимо, может использоваться и для лечения болеющих гиперекплексией людей.
Возможность усиления ответной реакции ГлиР еще больше усилилась после изучения влияния на него катиона Zn2+. Небольшие его концентрации вызывают усиление тока Cl¯ , тогда как большие концентрации создают конкурентное ингибирование. Так как Zn2+ уже используется в некоторых синапсах как усилитель сигнала, выделяющийся вместе с медиатором, важно исследовать возможность его применения в медицине.
Интересно, что из всей данной семьи ионотропных рецепторов ГлиР единственный, кто не имеет метаботропного аналога. Несмотря на отсутствие связи ГлиР и G-белка, рецептор может быть модулирован при помощи субъединицы βγ G-белка. При этом увеличится сила тока ионов через этот канал и время, пока ионный канал открыт. Этот факт в дальнейшем также может быть использован для усиления реакции ГлиР на сигнал.

## Патологии в работе ГлиР
Как уже было сказано, стрихнин в дозе, меньшей чем летальная, вызывает проблемы с движением, дрожание мышц, стимуляцию органов чувств, в том числе и болевых рецепторов, зрительные и слуховые галлюцинации, в больших дозах — сильные судороги. Мутации в генах полипептидных цепей также ведут к нарушению моторики и слишком сильной реакции на новый сигнал (гиперокплексия).
Кроме того, с нарушением функционирования ГлиР могут быть связаны такие патологии, как аутизм, вызываемое вирусами слабоумие (dementia), эпилепсия.

## Выводы и перспективы
ГлиР — важный рецептор, задействованный в разных частях ЦНС млекопитающих, обладающий многими особенностями группы ионотропных рецепторов, к которой принадлежит, и одновременно своими специфическими отличиями в структуре и функциях. Несмотря на то, что его изоформы не так разнообразны, как у других тормозных рецепторов, различия в структуре и положении его подтипов позволяют им выполнять разные функции. Они не только передают сигнал от сенсорных нейронов к моторным, но и участвуют в восприятии боли, передаче фотосигналов и развитии нервной системы.
В целом к настоящему моменту он в достаточной степени исследован, однако многое остается неизученным. Исследование свойств ГлиР очень важно для физиологии млекопитающих и медицины. Уже прослеживаются методы, с помощью которых можно установить различные функции в ЦНС изоформ ГлиР и механизмы регуляции его активности.